# أندريا مازولي
أندريا مازولي (بالإيطالية: Andrea Mazzuoli)‏ هو لاعب كرة قدم إيطالي في مركز الدفاع، ولد في 15 فبراير 1992 في سيينا في إيطاليا. لعب مع نادي ألساندريا ونادي سيينا.